# Miloš Jojić
Miloš Jojić, serbisk kyrilliska Милош Јојић, född 19 mars 1992 i Stara Pazova, SFR Jugoslavien, nuvarande Serbien, är en serbisk fotbollsspelare som spelar som mittfältare för Österreichische Bundesliga-klubben Wolfsberger AC på lån från İstanbul Başakşehir. Han har även representerat Serbiens fotbollslandslag.